# Andreas Ligsalz
Andreas Ligsalz (* 1520; † 1. Mai 1564) war ein deutscher Patrizier aus München und Bankier.

## Leben
Der Sohn von Hans Ligsalz und Katharina Korall war verheiratet mit Apollonia Ridler. Die Familie Ligsalz gehörte seit dem 13. Jahrhundert zu den wichtigen Bürgergeschlechtern Münchens. Der Familienname Ligsalz lässt sich auf den Salzhandel zurückführen. Andreas Ligsalz selbst handelte mit Eisen, Salz und Tuchen und betrieb eine Niederlassung seines Geschäftes in Antwerpen. In den Jahren 1523 und 1526 war Andreas Mitglied im Äußeren Rat der Stadt München, 1527 im Inneren Rat der Stadt, dem er ab dem 11. Mai 1530 als Nachrücker für seinen verstorbenen Bruder Karl bis 1557 angehörte. Anleihen an die Stadt Antwerpen, die Statthalterin der Niederlande und die Könige von Spanien, England und Frankreich trieben ihn 1561 letztlich in den Konkurs. Er starb 1564 in München.
Sein Sohn Andreas Ligsalz (der Jüngere) wird als Pfleger des Heiliggeist-Spitals in München genannt. Die Familie Ligsalz wurde 1583 geadelt. Bereits 1469 war die Hofmark Ascholding im Besitz der Familie.